# 蛙鞋
蛙鞋（swimfins，diving fins，flippers）又称脚蹼，是潛水裝備的一種，亦用於其他水類運動，包括：游泳、身體衝浪、跪板衝浪、水底曲棍球、水底欖球等，穿著後可以更加有效地在水中移動。

## 種類

### 雙片 vs 單片
大多數蛙鞋都是雙片式的，每個腳掌一隻，自由潛水有時則使用單片式蛙鞋，模仿海豚游泳的姿態，藉以進一步節省體力及耗氧量。

### 長 vs 短
自由潛水一般使用「長蛙鞋」，以提供較大的推力，而材質甚至裝飾花紋也相對多樣，相對地，重裝潛水通常會參訪海底珊瑚礁石群與洞穴，因此使用迴轉機動性更好的短蛙鞋。

### 套脚式 vs 調整式
套腳式蛙鞋的好處是穿著方便，可以裸足套入，蛙鞋分別有大中小等尺碼，供不同體型的人們選擇。調整式則沒有尺碼的區別，位於腳踝的索帶可以調整，套入前通常都會先穿潛水靴，尤其適合岸潛使用。

### 傳統槳式 vs 分片式
部分蛙鞋撥片沿中央分叉，可以形成渦流，生產商聲稱這設計可以提升力量及效率，雖然說相對省力一半左右，但其實蛙鞋本身的踢法與使用的區域是有很大的關聯性，因為相對的缺點在於分叉蛙鞋無法蛙踢，較適合高速直線的行程，而在固定潛點則應該使用普通蛙鞋，另外還有一種是前後分片式的，也能提供較強的彈性，但是特殊分片蛙鞋的價格均較高。